# Morning Coffee Records
Morning Coffee Records is een Nederlands onafhankelijk platenlabel dat werd opgericht op 1 januari 2006 door singer/songwriter Marike Jager en toetsenist Henk Jan Heuvelink.

## Releases
| Album met eventuele hitnotering(en) in de Nederlandse Album Top 100 | Datum van verschijnen | Datum van binnenkomst | Hoogste positie | Aantal weken | Opmerkingen |
| ------------------------------------------------------------------- | --------------------- | --------------------- | --------------- | ------------ | ----------- |
| Marike Jager - The Beauty Around                                    | 18-05-2006            | 25-08-2007            | 70              | 1            | CD / LP     |
| Marike Jager - Celia Trigger                                        | 31-10-2008            | 08-11-2008            | 40              | 16           | CD / LP     |
| Woost - 6 Minutes South                                             | 14-05-2010            | 22-05-2010            | 61              | 1            | CD          |
| Marike Jager - The Magic Live Box                                   | 07-05-2010            | 14-05-2010            | 57              | 1            | DVD / 2x CD |
| Marike Jager - The Silent Song                                      | 14-03-2014            |                       |                 |              |             |